# Obereopsis puncticeps
Obereopsis puncticeps là một loài bọ cánh cứng trong họ Cerambycidae.